# Eragrostis
Eragrostis Wolf, 1776 è un genere di erbe annue o perenni della famiglia delle Poacee (o Graminacee).
Una specie (Eragrostis tef, il teff) è coltivata per l'alimentazione umana; altre specie sono coltivate come foraggio.

## Distribuzione e habitat
Il genere ha una distribuzione cosmopolita, in prevalenza nei climi temperati e tropicali.

## Tassonomia
Il genere Eragrostis viene incluso nella sottofamiglia delle Cloridoidee all'interno della famiglia delle Poacee.
Il genere comprende oltre 400 specie.

### Alcune specie

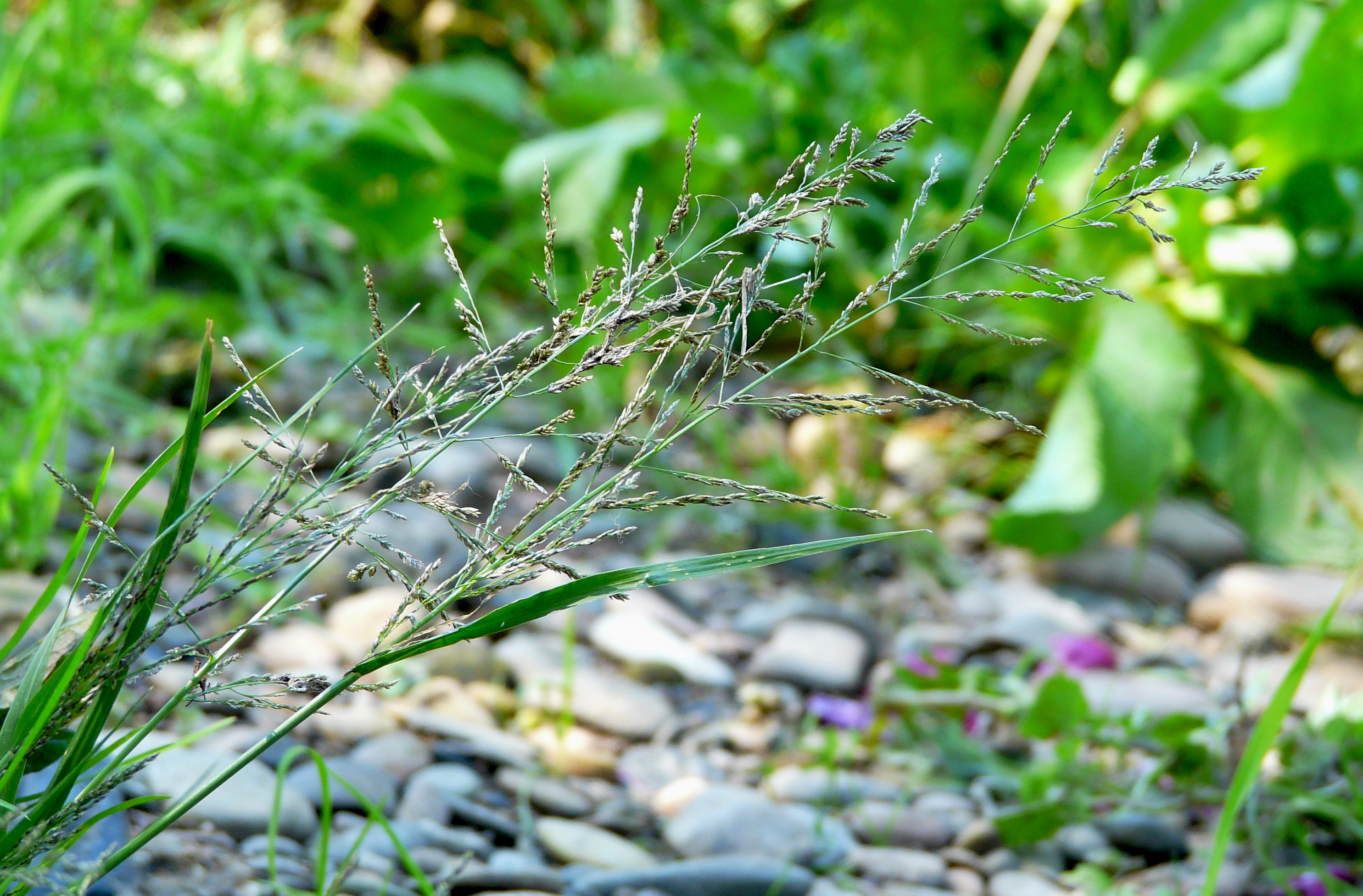
Eragrostis albensis
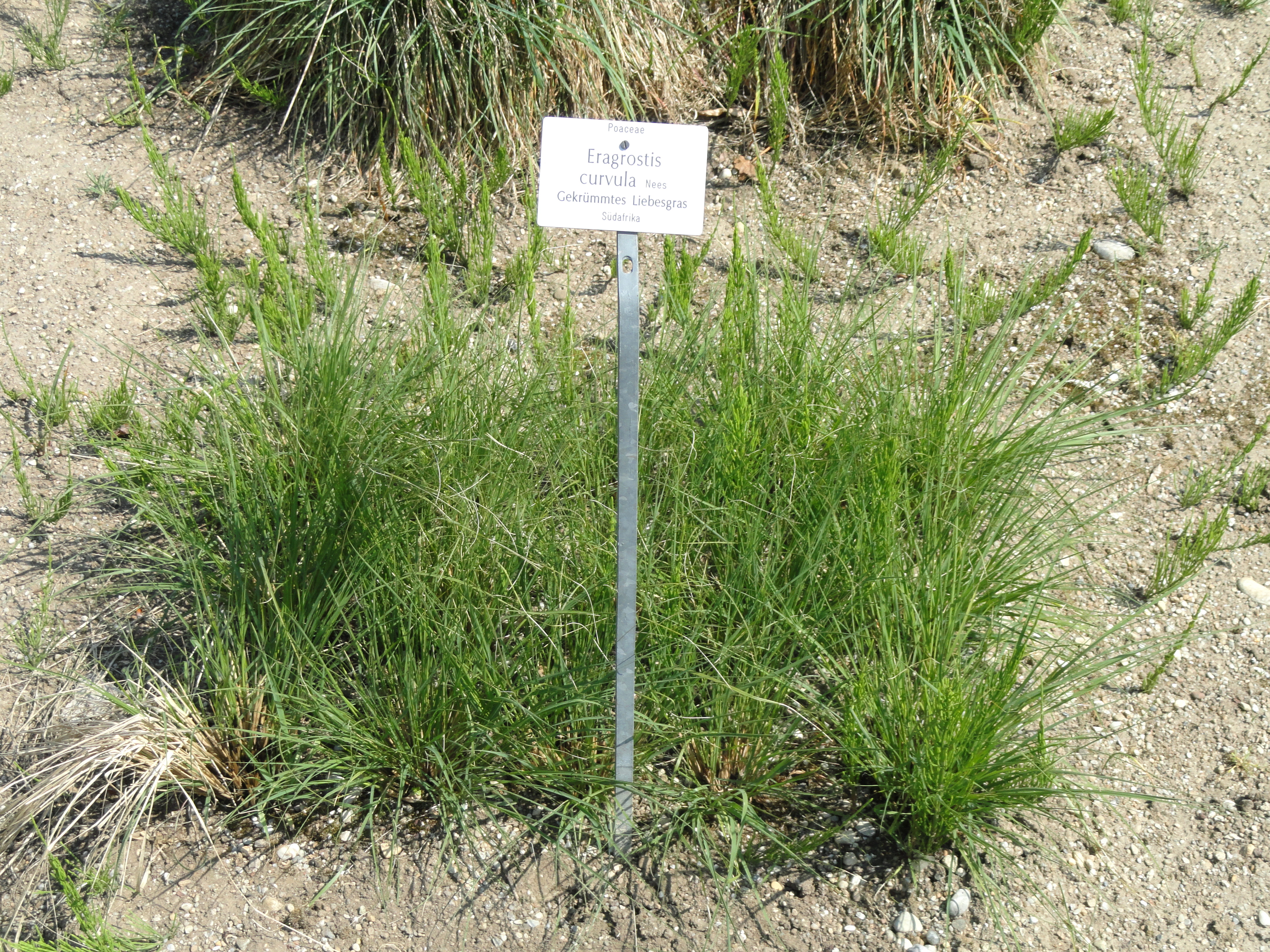
Eragrostis curvula
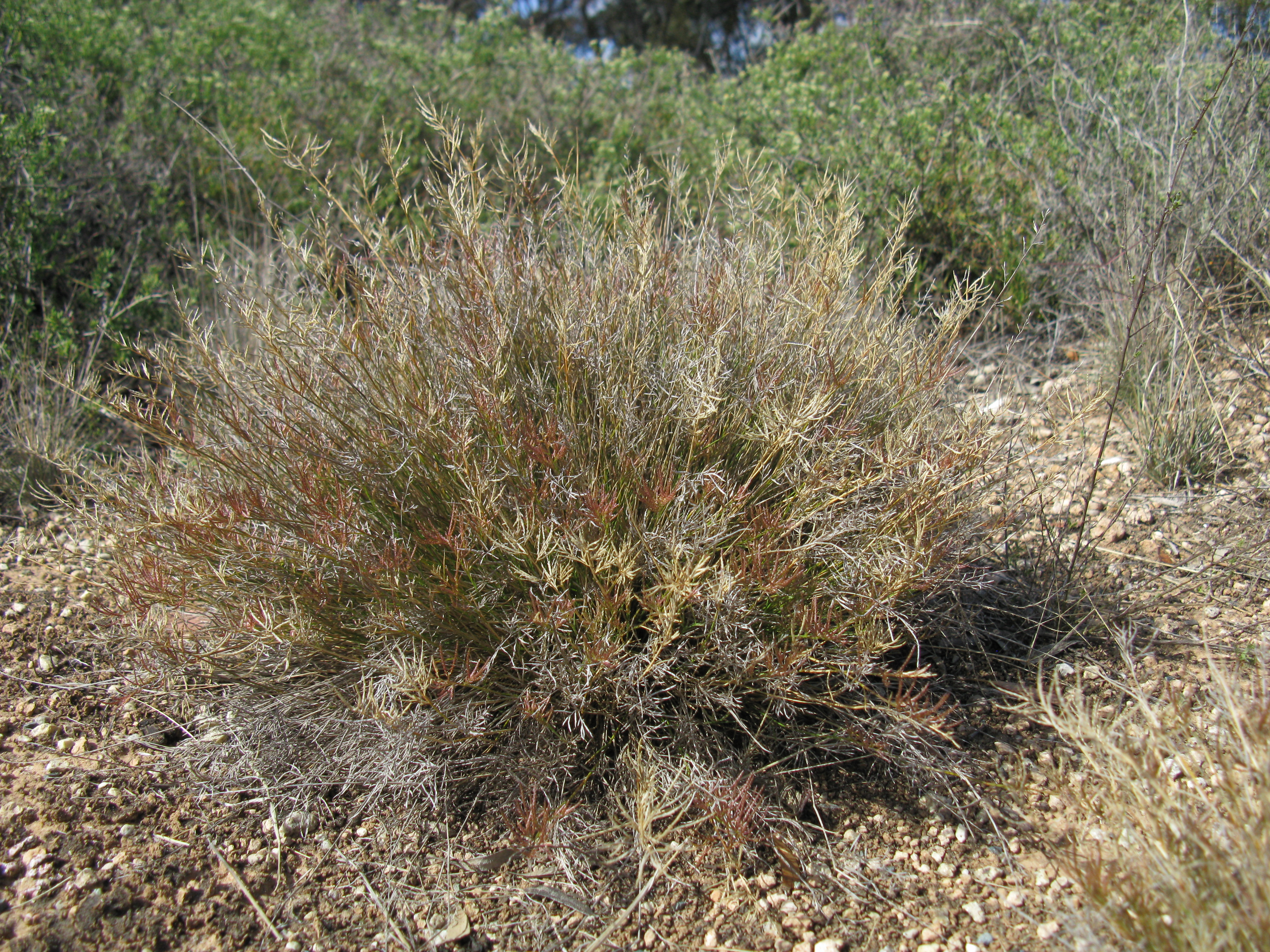
Eragrostis dielsii
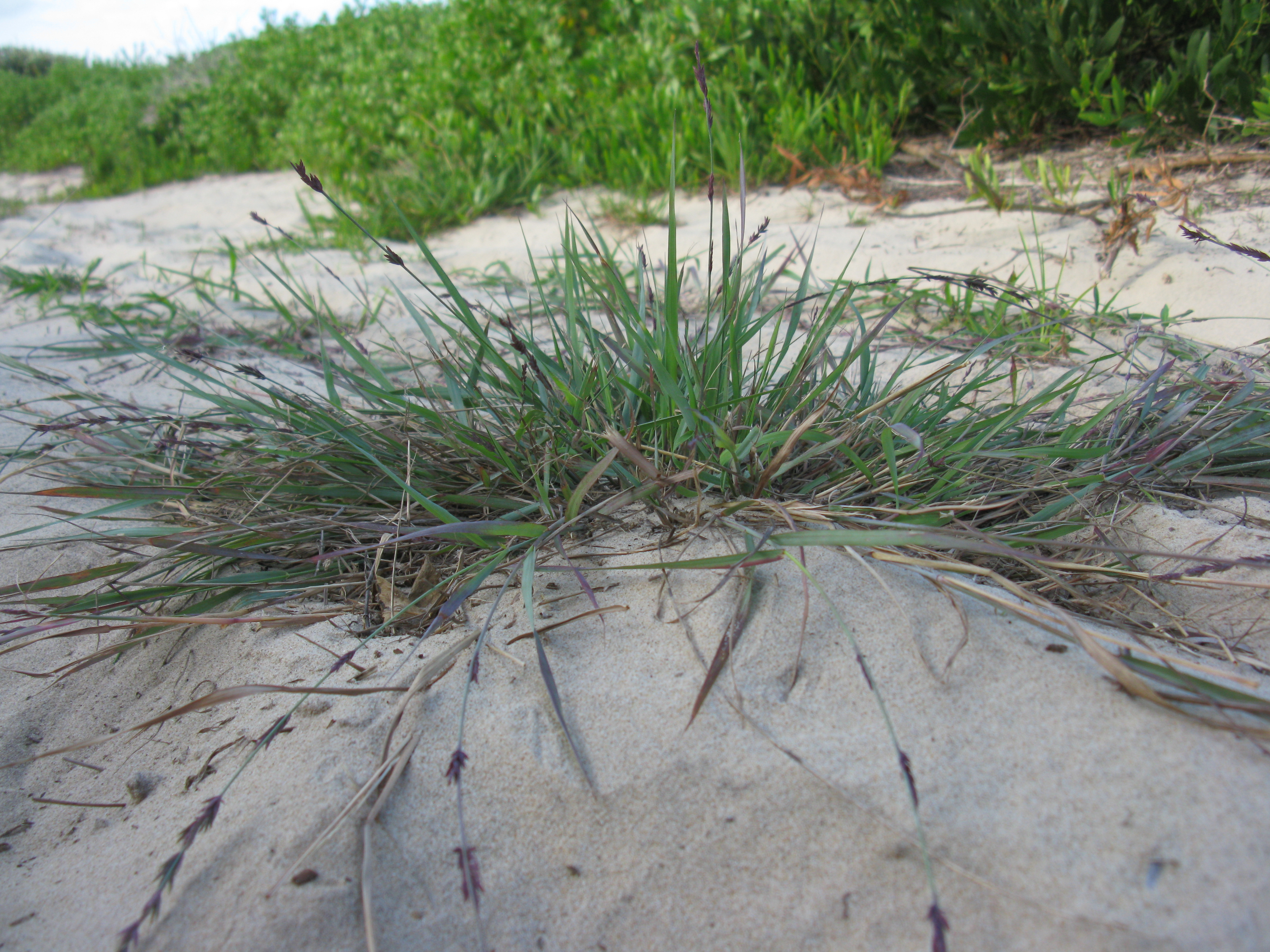
Eragrostis interrupta
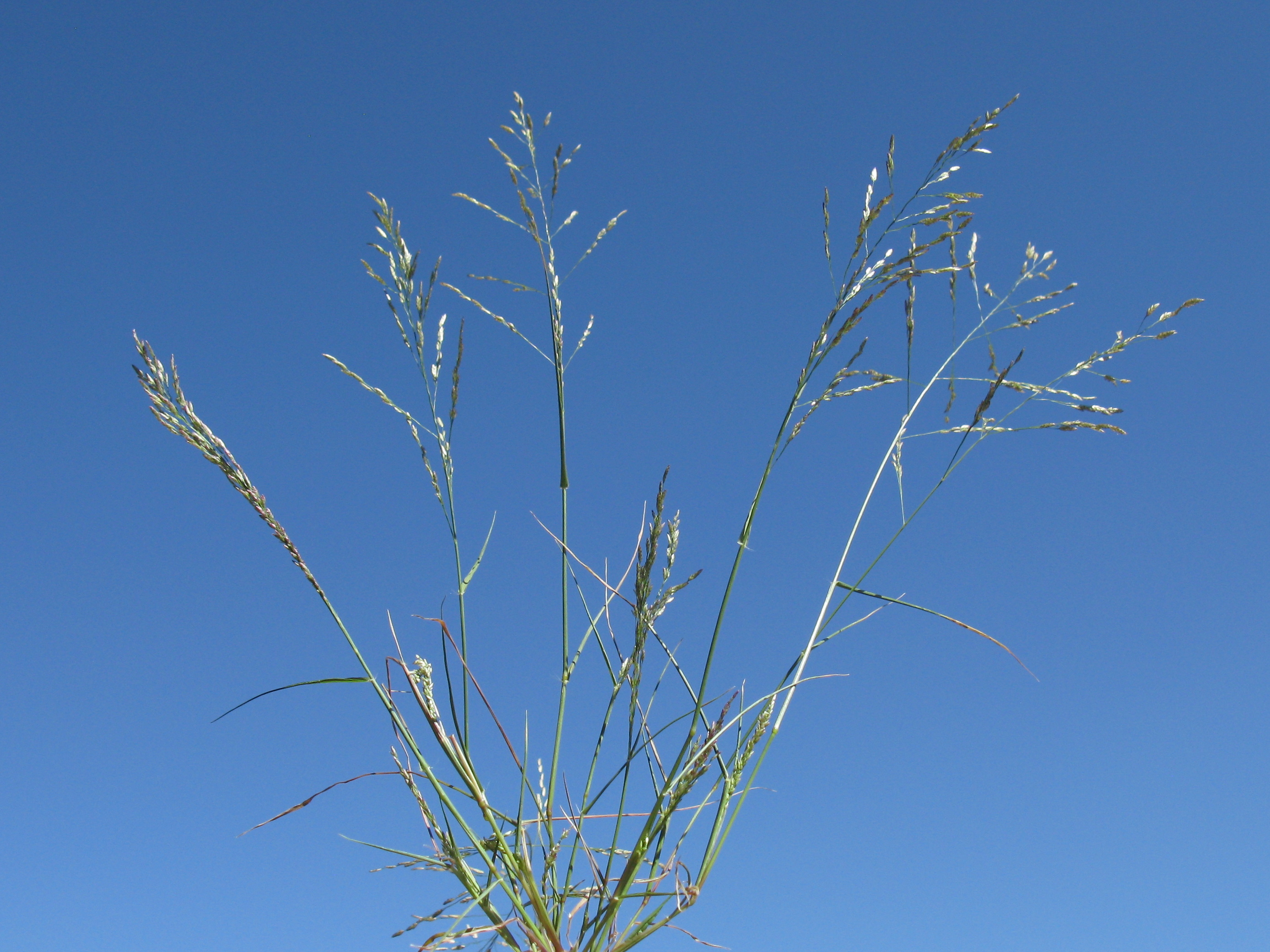
Eragrostis mexicana
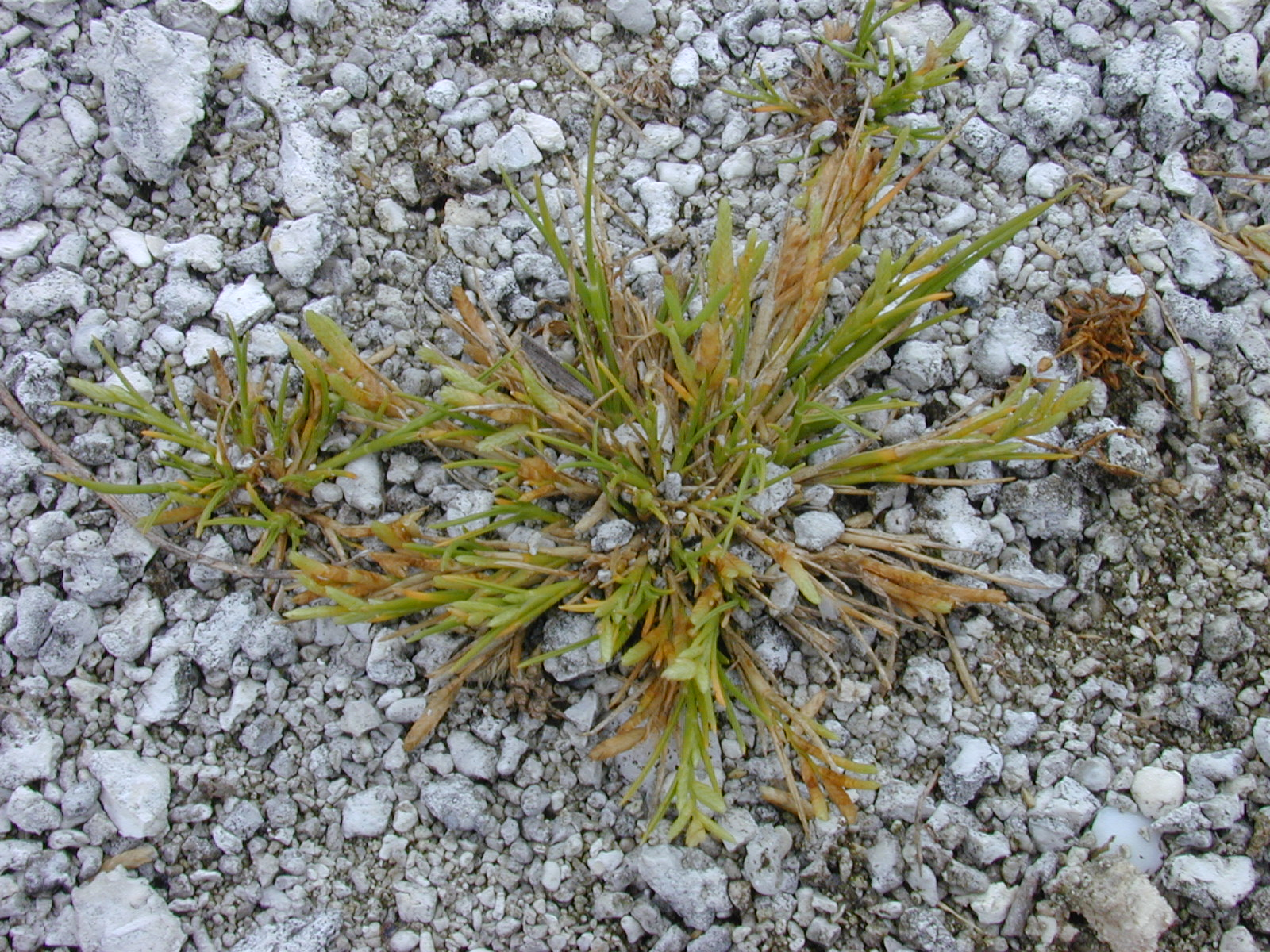
Eragrostis paupera
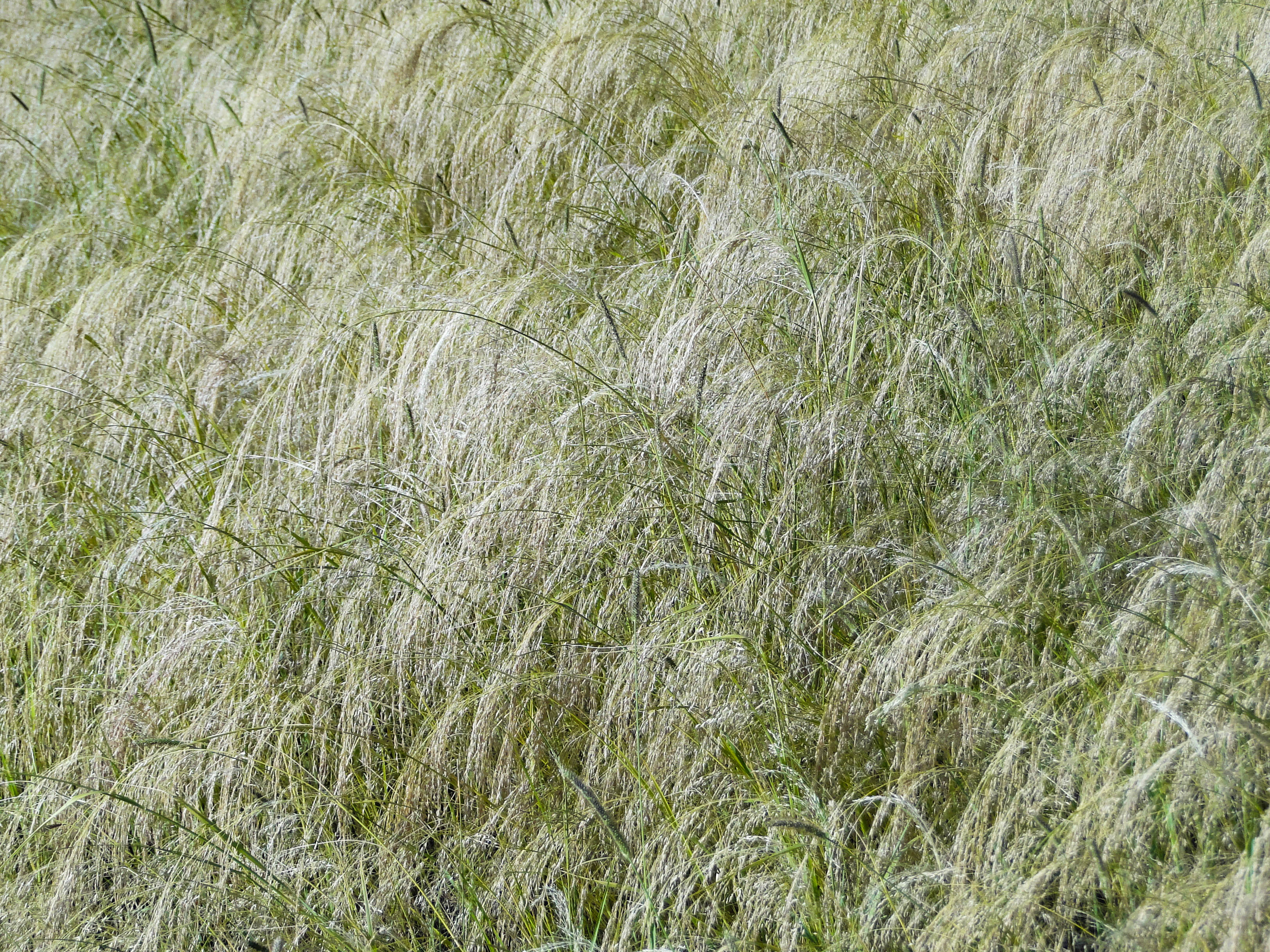
Eragrostis tef
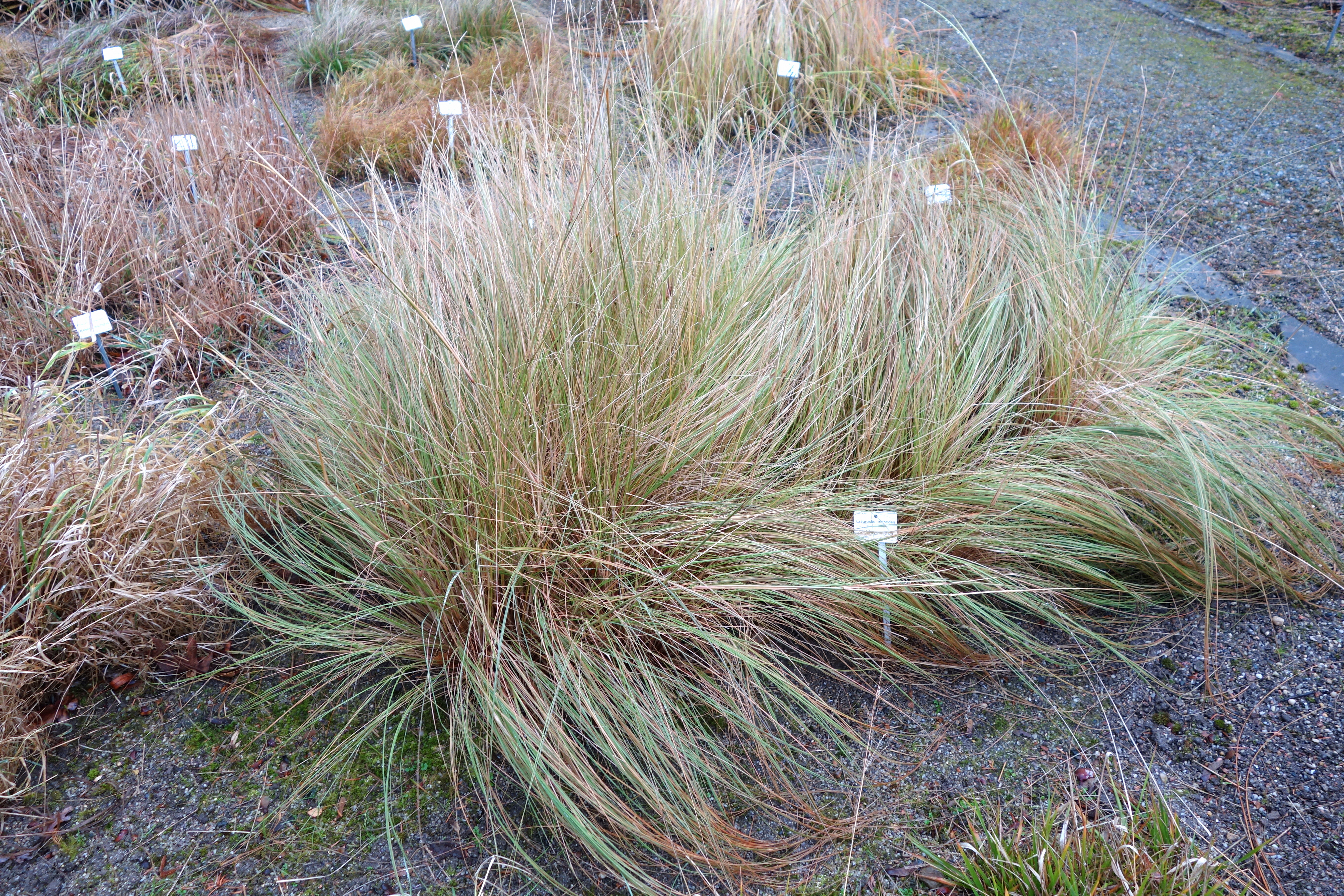
Eragrostis trichodes
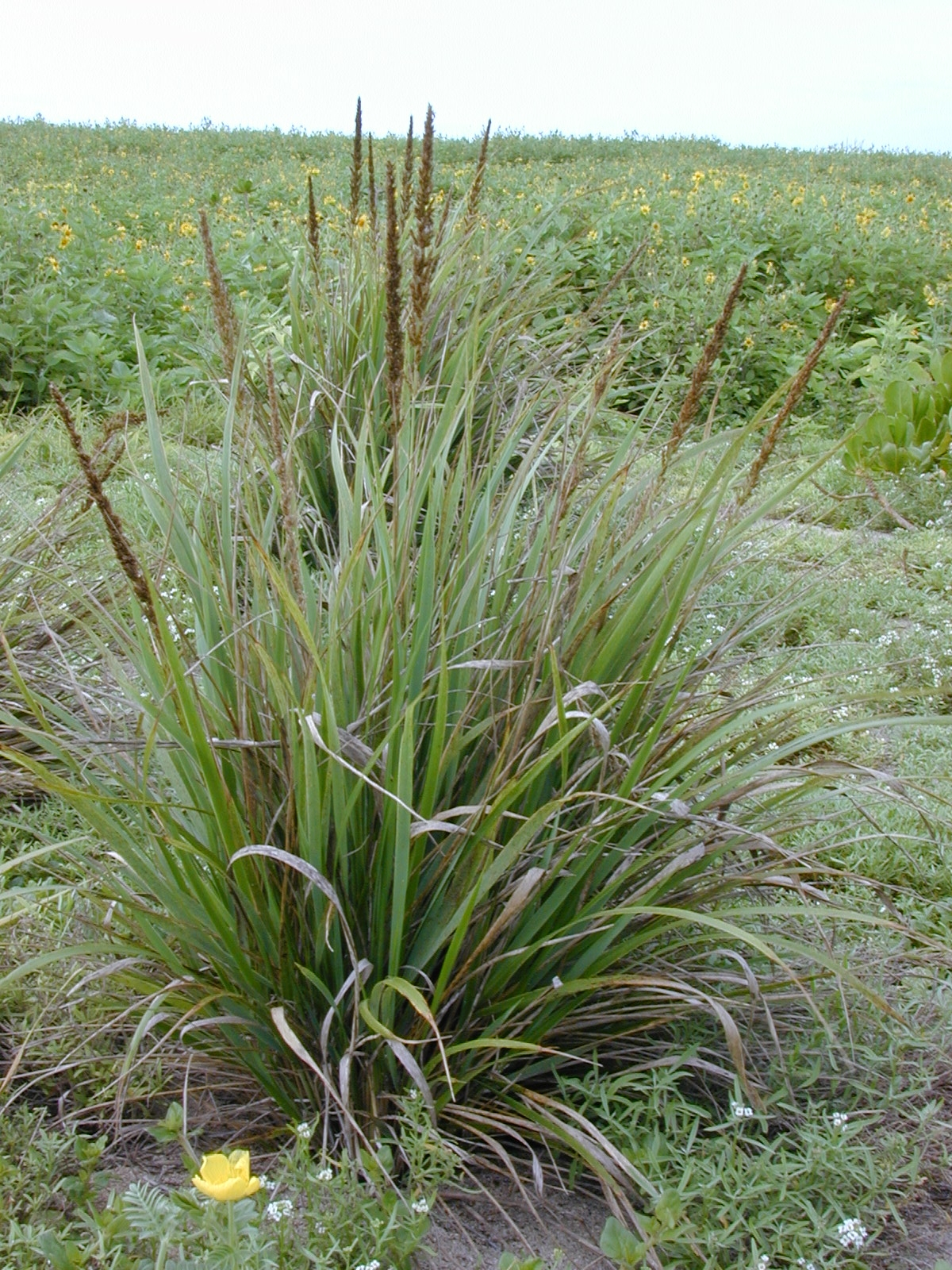
Eragrostis variablis